# Calendrier lunaire
 (mars 2016).
Si vous disposez d'ouvrages ou d'articles de référence ou si vous connaissez des sites web de qualité traitant du thème abordé ici, merci de compléter l'article en donnant les références utiles à sa vérifiabilité et en les liant à la section « Notes et références ».
Un calendrier lunaire est un calendrier réglé sur les phases de la Lune. Un mois, dans un tel calendrier, représente une lunaison.
Un calendrier lunaire qui prend également en compte les saisons est un calendrier luni-solaire.

## Type de calendrier
La plupart des calendriers lunaires sont également luni-solaires, tels les calendriers hébraïque, samaritain, chinois, tibétain ou hindou. Le seul calendrier purement lunaire qui soit réellement utilisé à grande échelle de nos jours est le calendrier hégirien.

### Calendrier de carapace de tortue des Premières Nations

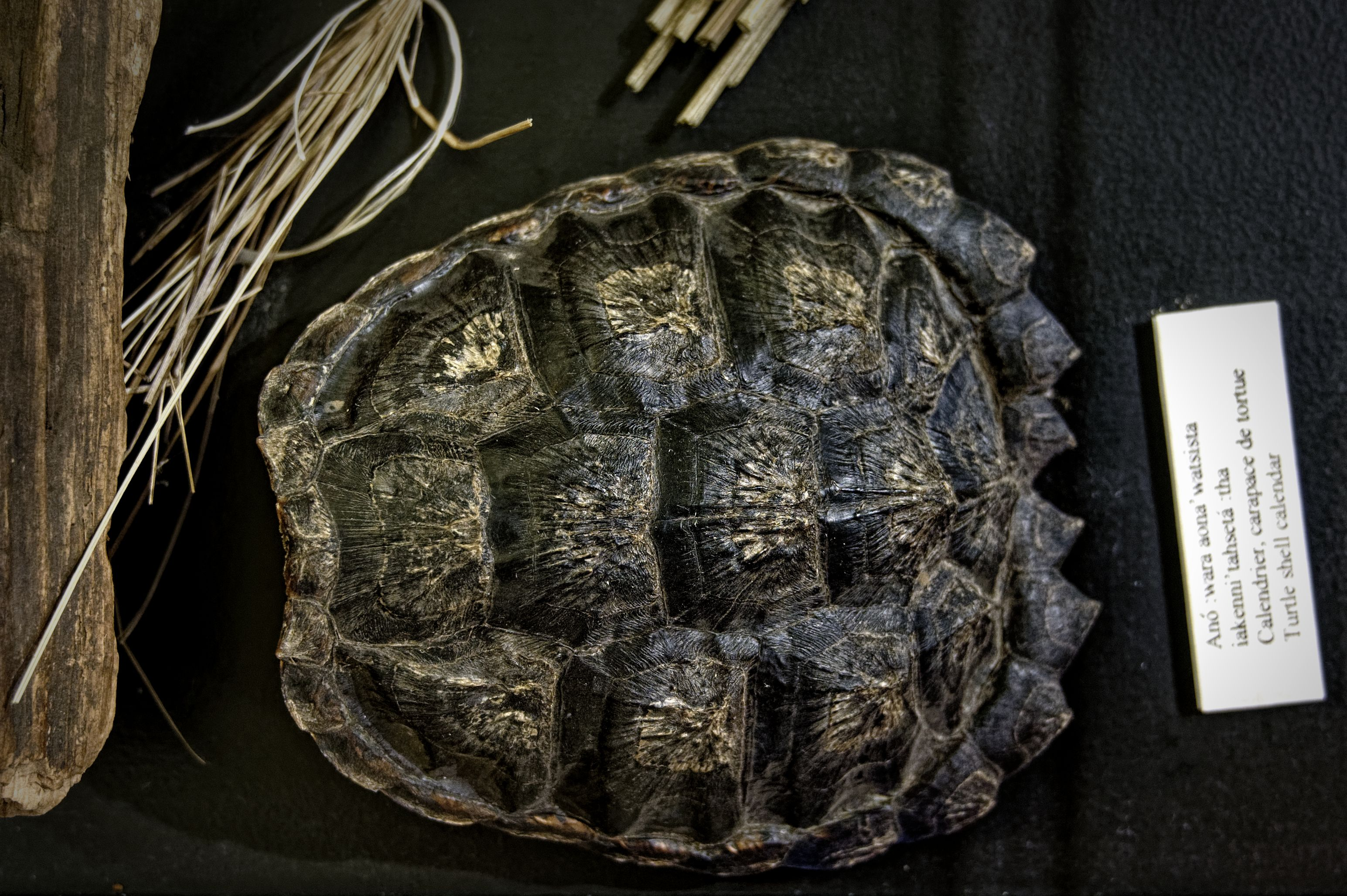
Calendrier de carapace de tortue (Iroquoien). Le centre comporte 13 écailles représentant les mois lunaires et le pourtour comporte 28 petites écailles représentant les jours du mois. Site archéologique Droulers-Tsiionhiakwatha (2020).

Les tribus amérindiennes ont utilisé le schéma des écailles du dos d'une tortue pour établir le cycle du calendrier lunaire. Le centre de la carapace comprend treize grandes écailles qui représentent les 13 lunes d'une année solaire,.

## Intercalation
La durée moyenne d'un mois synodique est de 29,530588 jours. Un calendrier ne possédant qu'un nombre entier de jours par mois, il est nécessaire d'avoir recours à une intercalation pour qu'un calendrier lunaire (qui possède typiquement des mois de 29 ou 30 jours) ne se décale pas par rapport aux phases de la Lune.
Le calendrier hébraïque, par exemple, utilise des années possédant un jour de moins ou un jour de plus que les années ordinaires, aboutissant à une longueur moyenne d'un mois de 29,530594 jours, approchant de très près la durée d'une lunaison.

## Utilisation
Le calendrier lunaire est utilisé dans de nombreux domaines en rapport avec la nature comme la pêche ou le jardinage.